# 阿倫·韋恩·瓊斯

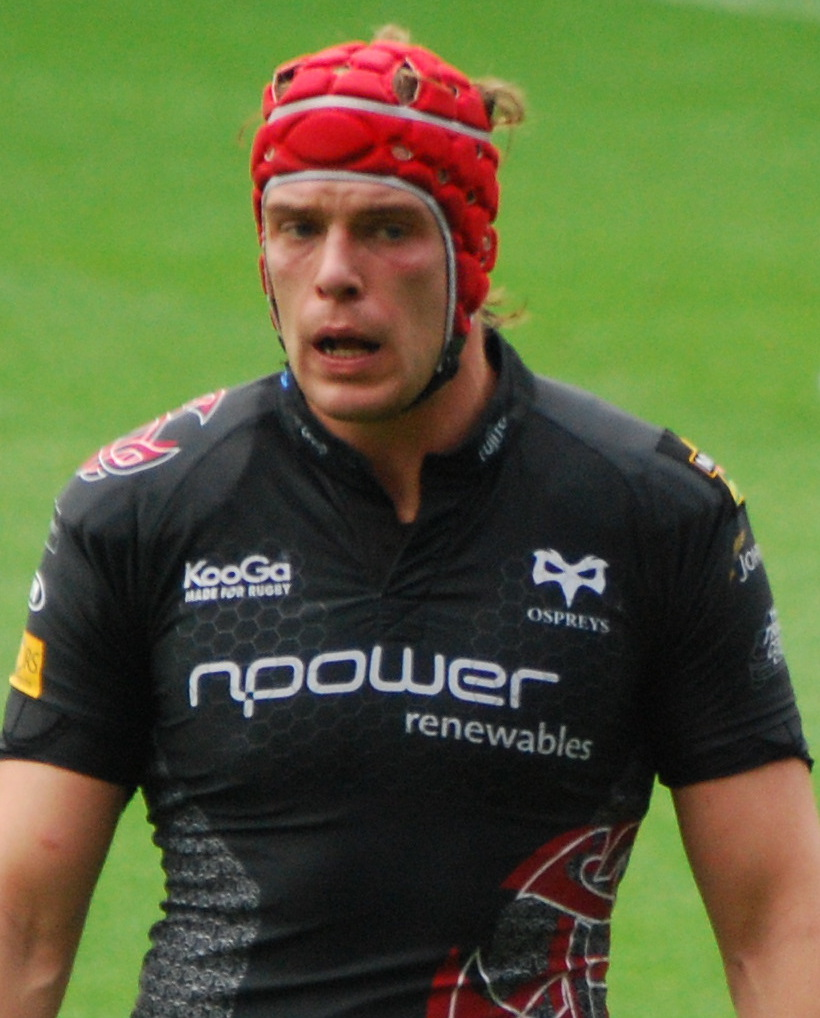
阿倫·韋恩·瓊斯（2008年）

阿倫·韋恩·瓊斯，OBE（英語：Alun Wyn Jones；1985年9月19日—）是一位威爾斯橄欖球運動員。他是威爾斯國家橄欖球隊的一員，代表威爾斯參加了2015年世界盃橄欖球賽。